# Engasgo
No meio médico, engasgo ou obstrução de vias áereas por corpo estranho (OVACE) é o bloqueio da traqueia de uma pessoa por um objeto estranho, vômito, sangue ou outros fluidos. 
Em casos graves, deve-se chamar uma ambulância rapidamente, para uma intervenção médica de emergência. Na maioria dos casos, no entanto, aconselha-se proceder tal como aparece abaixo.

## Definição
Engasgo é considerado uma emergência médica. Acontece quando o alimento não é bem mastigado, é desviado e bloqueia as vias respiratórias (a traqueia).
Em casos severos, o engasgo pode levar a pessoa à morte por asfixia ou deixá-la semi-consciente ou inconsciente por um tempo. Nessa situação, deve-se agir rápida e precisamente para evitar complicações, conforme aparece abaixo.

## Primeiros socorros contra engasgo
Algumas técnicas manuais podem resolver o engasgo (ler abaixo). Além disso, existem alguns dispositivos "anti-engasgo" no mercado (LifeVac e Dechoker).

### Primeiros socorros para vítimas comuns
A primeira coisa é tossir.
Se a vítima não conseguir tossir, usar dois técnicas manuais (ver as dois imagens abaixo). Para obter melhores resultados, combiná-las em turnos: fazer cada técnica cerca de 5 vezes, e mudar para a outra técnica, e repetir estes turnos continuamente.
Mulheres grávidas e obesos precisam de variações nas técnicas manuais (ler abaixo).
Bebês (menores de 1 ano) precisam de variações nas técnicas manuais (ler abaixo).
Se o engasgo continua, é necessário fazer uma ligação para os serviços médicos de emergência.
A vítima pode perder a consciência após um tempo (ler abaixo), e isso requere uma "ressuscitação cardiopulmonar anti-engasgo".

### Primeiros socorros para grávidas ou excessivamente obesos
O primeiro também é tossir.
Se a vítima não conseguir tossir, usar estas dois técnicas manuais (ver as dois imagens abaixo). Para obter melhores resultados, combiná-las em turnos: fazer cada técnica cerca de 5 vezes, e mudar para a outra técnica, e repetir estes turnos continuamente.
Se o engasgo continua, é necessário fazer uma ligação para os serviços médicos de emergência.
A vítima pode perder a consciência após um tempo (leia abaixo), e isso requere uma "ressuscitação cardiopulmonar anti-engasgo".

### Primeiros socorros para bebês (menores de 1 ano)
Combinar estas dois técnicas manuais para bebês (veja as dois imagens abaixo). Para obter melhores resultados, combiná-las em turnos: fazer cada técnica cerca de 5 vezes, e mudar para a outra técnica, e repetir estes turnos continuamente.
Se o engasgo continua, é necessário fazer uma ligação para os serviços médicos de emergência.
O bebê pode perder a consciência após um tempo (leia abaixo), e isso requere uma "ressuscitação cardiopulmonar anti-engasgo para bebês".

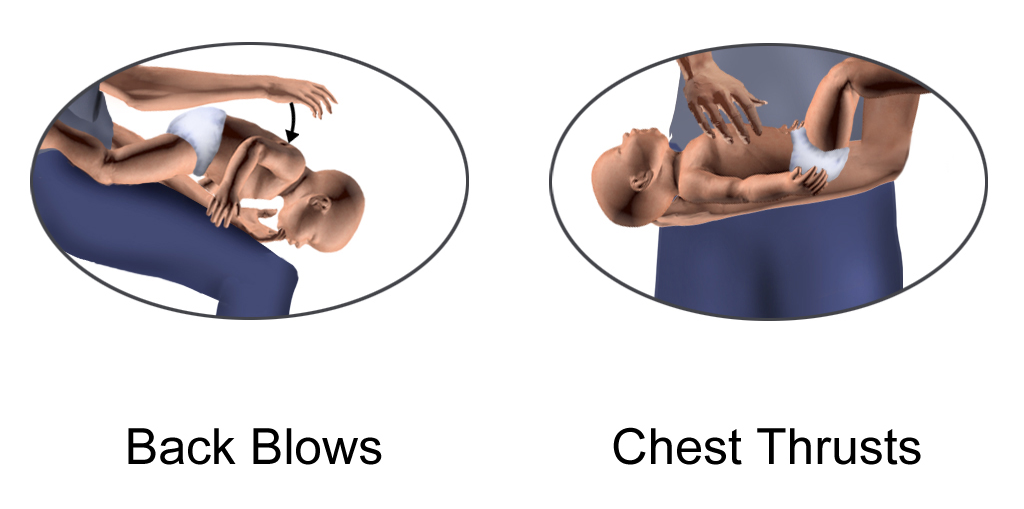
Esquerda: "Tapas nas costas", o bebê recebe os tapas sendo cuidadosamente segurado, e ligeiramente inclinado de cabeça para baixo; um apoio contra o peito é recomendado.
----Direita: "Pressões torácicas anti-engasgo", dois dedos pressionam a metade inferior do centro do peito.

### Quando a vítima está inconsciente
Essa situação precisa fazer "ressuscitação cardiopulmonar anti-engasgo comum" (não para bebês) ou, para bebês menores de 1 ano, precisa uma "reanimação cardiopulmonar anti-engasgo para bebês". (Ler abaixo).

#### Reanimação cardiopulmonar anti-engasgo, comum

Compressões torácicas para ressuscitação cardiopulmonar.

É necessário fazer uma ligação para os serviços médicos de emergência.

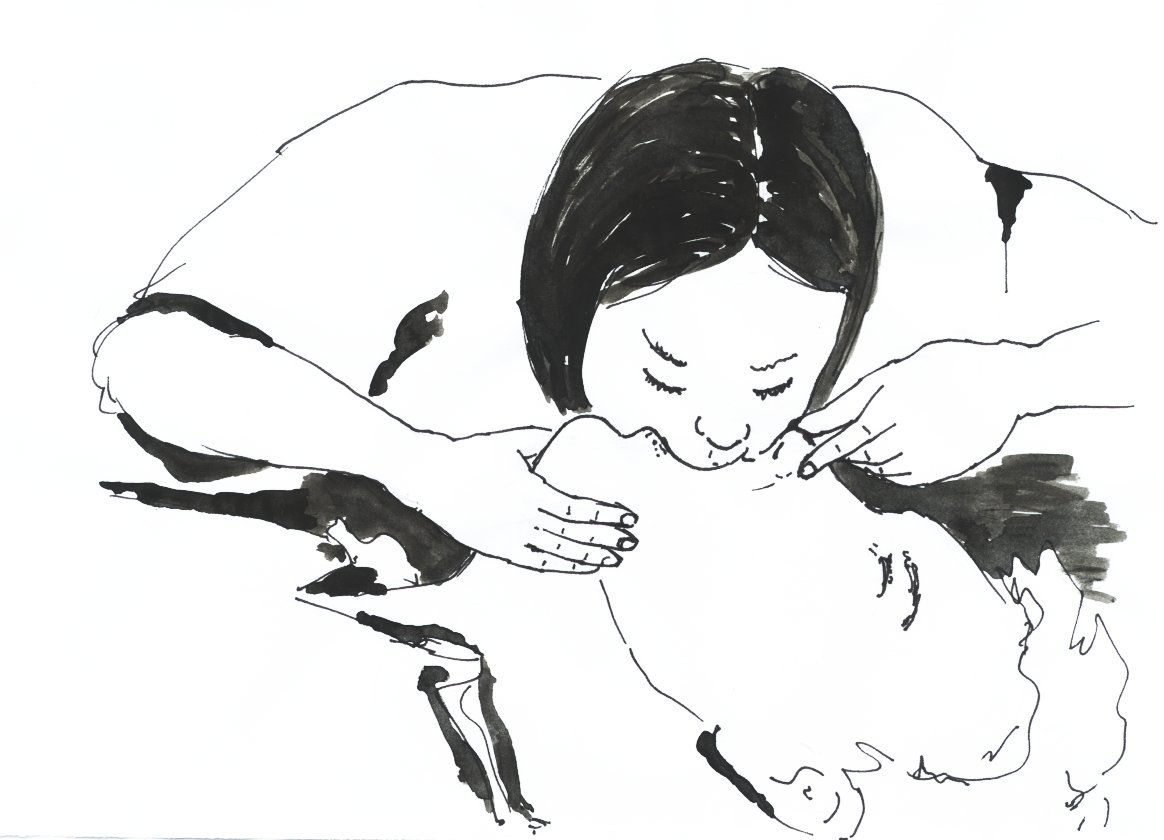
Ventilações de ressuscitação cardiopulmonar. Para bebês, usar a boca para cobrir a boca e o nariz do bebê ao mesmo tempo.

Deixar a vítima deitada com o rosto para cima.
Realizar à vítima uma "reanimação cardiopulmonar anti-engasgo", continuamente:
- 30 pressões na metade inferior do centro do peito.
- Se o objeto preso estivesse visível, tentar removê-lo. A recomendação não é extrair o objeto sem vê-lo, pelo risco de afundá-lo mais profundamente por acidente. O objeto pode ser removido ou não neste estágio, mas o restante da ressuscitação deve continuar até que a vítima respire normalmente.
- Fechar o nariz da vítima. Introduzir ar com uma ventilação boca a boca. Introduzir o ar novamente, fazendo outra ventilação idêntica.
- Mover a cabeça da vítima para frente e para trás para mudar um pouco de a sua posição. Introduzir o ar novamente, fazendo outra ventilação idêntica.

Repetir, continuamente, todas essas etapas, a partir da primeira (as 30 compressões).

#### Reanimação cardiopulmonar anti-engasgo, para bebês (menores de 1 ano)
É necessário fazer uma ligação para os serviços médicos de emergência.
Deixar o bebê deitado com o rosto para cima. A cabeça do bebê deve estar sempre para a frente, normal. Fazer uma "ressuscitação cardiopulmonar anti-engasgo para bebês", continuamente:
- De um lado do bebê: 30 compressões, feitas com dois dedos, na metade inferior do centro do peito.
- Se o objeto preso estivesse visível, tentar removê-lo. A recomendação não é extrair o objeto sem vê-lo, pelo risco de afundá-lo mais profundamente por acidente. O objeto pode ser removido ou não neste estágio, mas o restante da ressuscitação deve continuar até que o bebê respire normalmente.
- Usar a boca para cobrir a boca e o nariz do bebê simultaneamente. Introduzir o ar assim (ventilação). Introduzir o ar assim novamente (outra ventilação idêntica).
- É recomendado que a cabeça do bebê continue normal para frente, porque girá-la pode estreitar a via respiratória em bebês.

Repetir, continuamente, todas essas etapas, a partir da primeira (as 30 compressões).